# 劉輝 (宋朝)
劉輝（1030年—1065年），字之道，江西鉛山人。宋朝嘉祐四年（1059年）狀元，任大理評事，簽書建業軍判官。幼年孤苦，與祖母情深，為盡孝道，攜祖母赴任。祖母病逝後，劉輝辭官回家守喪。居喪期間，賣田以贍養親族中貧困者，又選山溪形勝之處結廬講學。縣官改其里曰“義榮社”，榜其學曰“義榮齋”，號其地曰“清風峽”。居喪未滿而逝，年僅三十六，朝野聞惜。